# Iwan Jermaczenka
Iwan Abramowicz Jermaczenka (biał. Іва́н Абра́мавіч Ермачэ́нка; ur. 1 maja 1894 r. w Kapoczówce koło Borysowa, zm. 25 lutego 1970 w USA) – białoruski działacz narodowy, komendant Białoruskiej Samopomocy Ludowej, a następnie Białoruskiej Samoobrony podczas II wojny światowej
Ukończył gimnazjum w Moskwie. W czasie I wojny światowej walczył w szeregach armii rosyjskiej, podczas wojny domowej w Rosji był adiutantem głównodowodzącego wojsk białych gen. Piotra N. Wrangla. Doszedł do stopnia pułkownika.
W latach 1920–1924 pełnił urząd konsula Białoruskiej Republiki Ludowej na Bałkanach (z siedzibą w Konstantynopolu). Następnie zamieszkał w Czechosłowacji, aktywnie działając w białoruskich organizacjach narodowych, jak Pierwszy Białoruski Sokół, czy Białoruski Związek Chłopski. Współpracował z pismem „Белорусский студент”. Był członkiem zarządu emigracyjnego funduszu białoruskiego powołanego w Pradze, który z dobrowolnych ofiar i obowiązkowego opodatkowania wszystkich Białorusinów zamieszkałych w Czechosłowacji zbierał fundusze celem nawiązania kontaktów z masami białoruskimi w ZSSR, Polsce, Łotwie i Litwie.
W 1929 r. ukończył medycynę na Uniwersytecie w Pradze, po czym pracował jako lekarz.
Jeszcze przed wybuchem II wojny światowej podjął współpracę z Niemcami. W sierpniu 1939 r. prowadził rozmowy z ministerstwem spraw zagranicznych III Rzeszy w sprawie utworzenia samodzielnego państwa białoruskiego. W tym samym roku skutecznie naciskał na Wasilija Zacharkę w sprawie wystąpienia do okupacyjnych władz niemieckich z memorandum lojalnościowym zawierającym propozycje kolaboracji. W 1940 r. został przedstawicielem diaspory białoruskiej przy władzach Protektoratu Czech i Moraw. Od 22 października 1941 r. na okupowanej Białorusi stał na czele Białoruskiej Samopomocy Ludowej, zaś od czerwca 1942 roku – Białoruskiej Samoobrony, która wiosną 1943 r. została przez Niemców rozwiązana. Pod koniec kwietnia 1943 r. powrócił do okupowanej Pragi. W kwietniu 1945 r., w związku ze zbliżającą się Armią Czerwoną, wyjechał na zachód. Po zakończeniu wojny udał się na emigrację do USA, gdzie zmarł 25 lutego 1970 roku.